# Głosy z głębin 3D
Głosy z głębin 3D (ang. Ghosts of the Abyss) – amerykański film dokumentalny z 2003 roku, przystosowany dla wielkoformatowych kin IMAX. Przedstawia on zapis sześciotygodniowej ekspedycji do wraku Titanica, zrealizowany w technice 3D. Punktem odniesienia jest inne dzieło reżysera Jamesa Camerona – wyreżyserowany przez niego film fabularny Titanic z 1997.

## O filmie
Projekt przedstawia wydarzenia poprzedzające kręcenie zdjęć do właściwego filmu, który parę lat później otrzymał 11 Nagród Amerykańskiej Akademii Filmowej. Twórcy zręcznie wmontowali pomiędzy autentyczne zdjęcia wraku animacje 3D, fragmenty archiwalnych filmów, zdjęcia czy wreszcie sceny z filmu Titanic. Na uwagę zwracają sugestywne sceny (takie jak wyłaniający się z ciemności dziób statku) i doskonałe oddanie wrażenia trójwymiarowości wnętrza wraku. Przez wielu krytyków film jest uważany za jeden z lepszych, jakie zostały zrealizowane w technologii 3D.
Wersja oryginalna różni się od wersji niemieckiej długością. Jest to spowodowane chęcią dostosowana filmu do oferty sieci kin IMAX, w której pokazy odbywają się co godzinę.